# Santa Maria del Molise
Santa Maria del Molise är en ort och kommun i provinsen Isernia i regionen Molise i Italien. Kommunen hade 705 invånare (2018).